# Club International (revista)
Club international es una revista pornográfica británica que muestra imágenes de mujeres desnudas. La revista fue fundada en el año 1972, y se publica cada cuatro semanas, cada año se editan trece números de esta revista. Cada edición consiste en un centenar de páginas impresas que están unidas por grapas, con la excepción de la edición especial, que es ligeramente más grande, y se publica al inicio de cada volumen, dicha edición tiene 120 páginas pegadas solamente con cola adhesiva.

## Editor
Club international es publicada por el grupo Paul Raymond Publications, el cual publica ocho revistas eróticas en el Reino Unido. Juntamente con la revista Mayfair, Club international es considerada como una de las publicaciones más vendidas del grupo Paul Raymond. Las fotografías generalmente muestran a modelos atractivas que han sido fotografiadas por experimentados fotógrafos.

## Modelos
La revista ha mostrado a un buen número de modelos bien conocidas, y también a algunas estrellas pornográficas tales como Lexi Lowe, Tanya Tate, Monica Sweet, Sandra Shine, Peaches, Silvia Saint, Stephanie Swift, y la popular modelo húngara Sophie Moone. También entre las chicas que aparecen en dicha revista cabe destacar a The reader's girlfriend (en castellano; "la amiga del lector"), una modelo aficionada que supuestamente es la novia de un lector de la revista.

## Características
Entre las características de Club international cabe señalar la página dedicada a las cartas de sus lectores, donde los lectores comparten sus experiencias sexuales. Hay una sección dedicada al sexo anal, en esta sección los textos son más explícitos que las imágenes. De igual modo que en otras publicaciones eróticas que están enfocadas hacia un público masculino, hay en la revista secciones dedicadas a la automoción, editoriales, comentarios sobre películas de video y libros, así como una página con chistes. Desde el año 2008, un DVD gratuito ha sido incluido en cada número.

## Edición en línea
Club interantional dispone también de una edición digital en la página oficial paulraymod.xxx, donde se muestran las imágenes más duras, dichas imágenes no se pueden encontrar en la edición impresa de la revista. Desde el año 2013, la revista también está disponible en formato digital.